# Parque Nacional Medhakachhapia
O Parque Nacional Medhakachhapia é um parque nacional protegido de Categoria IV da IUCN no Bangladesh. Fundado em 2004, o parque foi oficialmente declarado parque nacional pelo governo do Bangladesh em 8 de agosto de 2008. Ele está localizado em Chakaria Upazila, sob o distrito de Bazar de Cox. Abrange uma área de 395,92 hectares.
É uma floresta tropical perene. O principal objectivo do estabelecimento deste parque nacional foi o de proteger a centenária Rhizophora apiculata.